# Halberstädter Straße 18 (Quedlinburg)

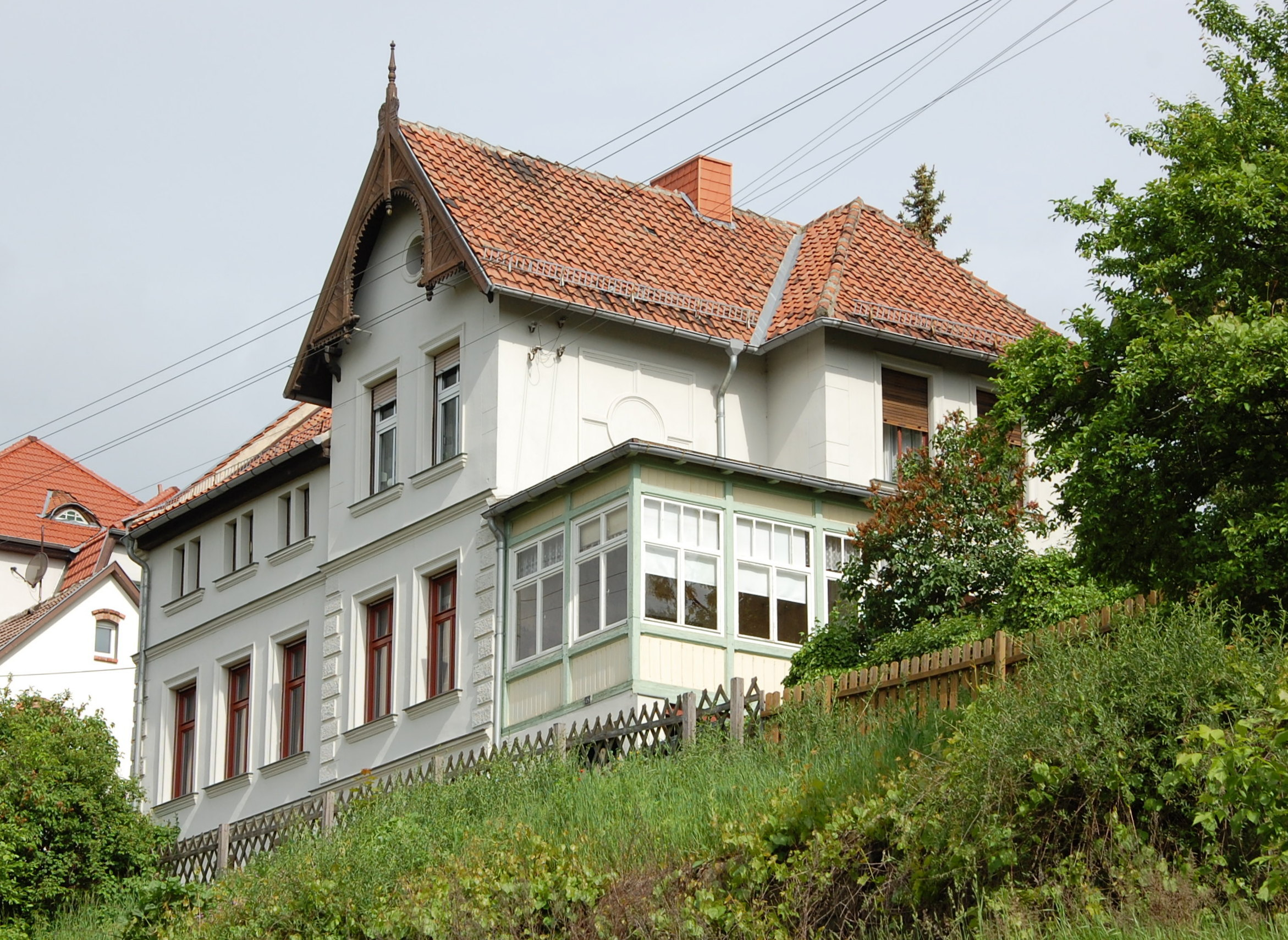
Haus Halberstädter Straße 18

Das Haus Halberstädter Straße 18 ist ein denkmalgeschütztes Gebäude in der Stadt Quedlinburg in Sachsen-Anhalt.

## Lage
Das Gebäude befindet sich nördlich der historischen Quedlinburger Altstadt in einer Hanglage oberhalb der Stadt. Es ist im Quedlinburger Denkmalverzeichnis als Villa eingetragen.

## Architektur und Geschichte
Die Villa entstand im Jahr 1900 im Stil des Spätklassizismus. Am Giebel des Gebäudes befindet sich gesägtes Sprengwerk. Die Gliederung der Fassade des Gebäudes ist zurückhaltend.
Eine hölzerne, ebenfalls mit Sägearbeiten verzierte Gartenlaube steht im Garten der Villa.